# مجلس إدارة أمبازونيا
مجلس إدارة أمبازونيا (AGovC) هو حركة استقلال أمبازونية في الكاميرون، عُرفت الحركة باسم «المتشدد» مقارنة بحركات أمبازونية انفصالية رئيسية أخرى، وغير راغبة في التعامل مع الفدراليين. تم تأسيسه في عام 2013م من خلال اندماج العديد من حركات الاستقلال، بما في ذلك رابطة شباب الكاميرون الجنوبية (SCYL) والمجلس الوطني لجنوب الكاميرون (SCNC) وحركة استعادة جنوب الكاميرون (SCARM) ومنظمة شعوب كاميرون الجنوبية (SCAPO)، يقودها الأمين العام السابق للمجلس الوطني أيبا تشو لوكاس.

## روابط خارجية
- الموقع الرسمي